# Shachiku-san wa Yōjo Yūrei ni Iyasaretai
Shachiku-san wa Yōjo Yūrei ni Iyasaretai (社畜さんは幼女幽霊に癒されたい。?  lit. Shachiku-san quiere ser curada por una pequeña fantasma.) es una serie de manga japonés escrito e ilustrado por Imari Arita. Originalmente comenzó a serializarse en línea a través de Twitter en febrero de 2019. Luego, se serializó en la revista de manga Gekkan Shōnen Gangan de Square Enix desde el 10 de agosto de 2019 y se ha recopilado en seis volúmenes tankōbon. Una adaptación de la serie a anime producido por el estudio Project No.9 se emitió del 7 de abril al 23 de junio de 2022.

## Personajes
Fushihara-san (伏原さん?)
 Seiyū: Hisako Kanemoto
Yūrei-chan (幽霊ちゃん?)
 Seiyū: Rina Hidaka
Myako (みゃーこ Myāko?)
 Seiyū: Konomi Kohara
Kurahashi-san (倉橋さん?)
 Seiyū: Maaya Uchida
Lily (リリィ Rirī?)
 Seiyū: Kaori Ishihara

## Media

### Manga
Shachiku-san wa Yōjo Yūrei ni Iyasaretai está escrito e ilustrado por Imari Arita, quien comenzó a serializarlo en Twitter en febrero de 2019, para después a publicarlo en la revista Gekkan Shōnen Gangan de Square Enix desde el 10 de agosto de 2019, y hasta se ha recopilado en seis volúmenes tankōbon.
| Volúmenes de manga publicados | Volúmenes de manga publicados | Volúmenes de manga publicados |
| Número                        | Fecha de lanzamiento          | ISBN                          |
| ----------------------------- | ----------------------------- | ----------------------------- |
| 1                             | 9 de agosto de 2019           | ISBN 9784757562233            |
| 2                             | 12 de febrero de 2020         | ISBN 9784757565005            |
| 3                             | 10 de julio de 2020           | ISBN 9784757566798            |
| 4                             | 11 de diciembre de 2020       | ISBN 9784757569355            |
| 5                             | 11 de junio de 2021           | ISBN 9784757573161            |
| 6                             | 11 de noviembre de 2021       | ISBN 9784757575653            |
| 7                             | 12 de abril de 2022           | ISBN 9784757578746            |

### Anime
Se anunció una adaptación de la serie al anime en la edición de julio de 2021 de Gekkan Shōnen Gangan, publicada el 11 de junio de 2021. Más tarde se reveló que será producida por el estudio Project No.9. Se estrenará el 7 de abril de 2022. Crunchyroll obtuvo la licencia fuera de Asia.